# Pagaronia koreana
Pagaronia koreana är en insektsart som beskrevs av Anufriev 1971. Pagaronia koreana ingår i släktet Pagaronia och familjen dvärgstritar. Inga underarter finns listade i Catalogue of Life.